# Fareham
Fareham è un paese nella contea dello Hampshire, in Inghilterra, situato tra le città di Southampton e Portsmouth. La località è sede di un distretto, il quale incorpora Portchester, Stubbington, Hill Head, Titchfield, Warsash e Locks Heath.
L'industria di Fareham nel passato si basava principalmente sull'estrazione dell'argilla per la produzione di mattoni, tegole e comignoli. Questo retaggio è ricordato con, ad esempio, il nome della strada Kiln Road. L'esempio più famoso di un edificio costruito con i "mattoni rossi di Fareham" è la Royal Albert Hall a Londra. Oggigiorno l'attività economica principale è il commercio, che impiega il 15% della popolazione locale.
Fareham si trova all'estremità nord ovest del golfo di Portsmouth dove scorre il fiume di Wallington nell'insenatura di Fareham. Sono ancora in esistenza edifici che in passato sfruttavano le maree per creare energia utile per macinare il grano, ma che oggi sono utilizzati per altri scopi. La marina militare opera ancora a Fareham con la scuola per la formazione tecnica e per la preparazione militare, HMS Collingwood, che prepara e ospita ben oltre 2 000 marinai inglesi e da tutto il mondo. Diede i natali al musicista John Goss (1800-1880).

## Amministrazione

### Gemellaggi
- Pulheim, Germania
- Vannes, Francia